# Улица Готвальда (Чернигов)
Улица Готвальда (укр. Вулиця Готвальда) — улица в Деснянском районе города Чернигова. Пролегает от проспекта Михаила Грушевского (улицы 1 Мая) до тупика. Улица отсутствует в «Перечне улиц города Чернигова» («Перелік вулиць міста Чернігова»), утвержденном Решением исполнительного комитета городского совета № 164 от 15 июня 2009 года. 
Нет примыкающих улиц.

## История
2-й переулок 1 Мая был проложен в начале 1950-е годы и застроен индивидуальными домами.
В 1955 году 2-й переулок 1 Мая — по названию улицы 1 Мая от которой пролегает — был преобразован в улицу под современным названием — в честь чехословацкого революционера Клемента Готвальда. В мае 1966 года здесь было открыто областное отделение Общества советско-чехословацкой дружбы.
Усадебная застройка была полностью ликвидирована и построен квартал многоэтажной жилой застройки, где дома относятся к проспектам Левка Лукьяненко (улице Рокоссовского) и Михаила Грушевского (улице 1 Мая).

## Застройка
Улица пролегает в восточном направлении. Сейчас фактически является внутридомовым проездом. К улице не относится ни один дом. 
Учреждения: нет